# Artillerie-Fliegerabteilung 209
Artillerie-Fliegerabteilung 209 – AFA 209 (Artyleryjski oddział lotniczy nr 209) – niemiecka jednostka obserwacyjna i rozpoznawcza wspomagania artyleryjskiego Luftstreitkräfte z początkowego okresu I wojny światowej.

## Informacje ogólne
Jednostka została utworzona w dniu 21 października 1915 roku we Fliegerersatz Abteilung Nr. 3. Jednostka uczestniczyła w walkach na froncie zachodnim. Między innymi w bitwie pod Verdun w 1916 roku.
1 grudnia 1916 roku jednostka została przeformowana i zmieniona we Fliegerabteilung 209 (Artillerie) – (FA A 209).
W jednostce służył niemiecki fotograf Rudolf Ingber. Ingber jest autorem kilkuset zdjęć z I wojny światowej, które zostały udostępnione w projekcie GrandVerdun Agglomeration.

## Dowódcy eskadry
| Stopień | Nazwisko     | Okres |
| ------- | ------------ | ----- |
| kapitan | Werner Funck |       |